# Tore Johansson
Dan Tore Johansson, född 6 november 1959, är en svensk musikproducent, kompositör och musiker. Han är mest känd för sitt arbete med The Cardigans, Franz Ferdinand och norska a-ha. Johansson började sin karriär i 7:e bandet i Staffanstorp. Han var gitarrist i malmöbandet Åke Octan i början på 1980-talet och gitarrist och sångare/låtskrivare i malmöbandet Hundarna.
Tillsammans med Martin Gjerstad och Anouk har han skrivit "Birds" som var Nederländernas bidrag i Eurovision Song Contest 2013.